# 大伴友国
大伴 友国（おおとも の ともくに）は、飛鳥時代の人物。姓は連のち宿禰。冠位は贈直大弐。壬申の乱の功臣。

## 経歴
壬申の乱の勃発時、友国は大海人皇子（のち天武天皇）の舎人であった。6月24日に皇子が挙兵を決意して吉野を発ったとき、友国は皇子に従った二十数人の男の中にいた。それ以外の行動については記載がない。
乱の後、12月4日に勲功ある人を選んで冠位を増し、小山位以上を与えたとする記事が『日本書紀』にあるので、大伴友国もこれと同じかそれ以上の位を受けたと思われる。
持統天皇6年（692年）4月2日に、持統天皇は直大弐の位と賻物（葬儀の際の贈り物）を大伴友国に贈った。この日か直前に友国が死んだと考えられる。